# 0. siječnja
0. siječnja je izmišljeni, nepostojeći datum, koji se koristi pri različitim izračunima dana u godini, najčešće u astronomiji i informatici.

## U astronomskom kalendaru
- 0. siječnja odnosi se na dan prije 1. siječnja u godišnjem astronomskom kalendaru. Koristi se kao „nulti” datum u godini za koju se izračunava astronomski kalendar, te se na taj način izbjegava bilo kakvu referencu na prethodnu godinu, praktički kao zamjena za 31. prosinca prethodne godine.

## U informatici
- U Microsoft Excelu, 0. siječnja 1900. je „nulti” dan u datumskom formatu „1900”[1]